# L'ultimo campo di battaglia
L'ultimo campo di battaglia (titolo originale The Fields of Death) è un romanzo storico di Simon Scarrow, del 2010.

## Trama
Nel 1809 Napoleone ed il Duca di Wellington sono rispettivamente al comando dei loro eserciti in Austria ed in Spagna. Il primo è intenzionato a piegare una volta per tutte l’impero asburgico, il secondo invece è diventato una vera e propria spina nel fianco della Francia, determinato a liberare la Spagna dal giogo dei Bonaparte. 
A distanza di sei anni si affronteranno a  Waterloo, nel capitolo conclusivo di una delle più grandi rivalità della storia.

## Edizioni
- Simon Scarrow, L'ultimo campo di battaglia, traduzione di M. Eredia e Roberto Lanzi, collana Nuova Narrativa Newton, Newton Compton, 28 settembre 2017,  p. 700, ISBN 978-88-227-0627-0.
- Simon Scarrow, L'ultimo campo di battaglia, traduzione di M. Eredia e Roberto Lanzi, collana King, Newton Compton, 19 luglio 2018,  p. 700, ISBN 978-88-227-2209-6.

## Altri libri della saga
- 2006 - La battaglia dei due regni (Young Bloods), Newton Compton, traduzione di Rosa Prencipe e Roberto Lanzi, 2017 (ISBN 978-88-227-0623-2)
- 2007 - Il generale (The Generals), Newton Compton, traduzione di Francesca Noto e Emanuele Boccianti, 2017 (ISBN 978-88-227-0624-9)
- 2009 - A ferro e fuoco (Fire and Sword), Newton Compton, traduzione di Lucilla Rodinò e Francesca Noto, 2017 (ISBN 978-88-227-0975-2).